# Diego Fernando Molina
Diego Molina (n. San Miguel, Provincia de Corrientes, Argentina; 14 de junio de 1991) es un futbolista argentino. Juega de defensor y su equipo actual es Luján, de la Primera C.

## Biografía
Molina debutó en Platense en 2010. En el Calamar, aunque tuvo una cantidad de partidos considerable, nunca tuvo una titularidad constante.
Después de varios años en Platense, Molina se convierte en jugador de Guaraní Antonio Franco, equipo de la Primera B Nacional, pero en el club de la Provincia de Misiones jugó un solo partido.
Por su efímera participación en la Franja, el futbolista correntino viaja a Uruguay para ser parte del plantel de Sud América. Allí, aunque pudo disputar más partidos, fueron pocos, porque volvió a quedar libre.
A principios de 2016 se convierte en jugador de Fénix, volviendo a la Primera B. En su regreso a la Argentina, fue parte importante del plantel que consiguió terminar en quinta posición.
Por su buen rendimiento en el Cuervo, Medina concreta su llegada a Atlanta, un equipo grande de la categoría. Pero en el Bohemio no tuvo mucho lugar y disputó solo 5 partidos.
Después de quedar libre en 2017, un año después se convierte en jugador de Excursionistas, donde tendría su primera experiencia en la Primera C. Molina participó en casi la totalidad de los partidos jugados por el Verde, siendo fundamental para que el equipo de Bajo Belgrano dispute el torneo reducido.
Luego de su gran actuación en la cuarta división, el vigente campeón de la categoría, Argentino de Quilmes, lo contrata. En la actualidad, disputó 16 partidos con los Mates.

## Clubes
|                     | Club                   | País                | Año                 | PJ  | G    | Media goleadora |
| ------------------- | ---------------------- | ------------------- | ------------------- | --- | ---- | --------------- |
|                     | Platense               | Argentina           | 2010 - 2014         | 44  | 2    | 0,04            |
|                     | Guaraní Antonio Franco | Argentina           | 2015                | 1   | 0    | 0,00            |
|                     | Sud América            | Uruguay             | 2015                | 8   | 0    | 0,00            |
|                     | Fénix                  | Argentina           | 2016                | 12  | 0    | 0,00            |
|                     | Atlanta                | Argentina           | 2016 - 2017         | 6   | 0    | 0,00            |
|                     | Excursionistas         | Argentina           | 2018 - 2019         | 40  | 0    | 0,00            |
|                     | Argentino de Quilmes   | Argentina           | 2019 - 2021         | 27  | 1    | 0,00            |
|                     | Excursionistas         | Argentina           | 2021 - 2023         | 5   | 0    | 0,00            |
| Berazategui         | Argentina              | 2024                | 24                  | 0   | 0,00 |                 |
| Total en su carrera | Total en su carrera    | Total en su carrera | Total en su carrera | 143 | 3    | 0,01            |